# Råneå
Råneå (lulesamiska: Rávnna; meänkieli: Rauna; rånemål: Raan [Ráan]) är en tätort i Råneå socken i Luleå kommun. Orten har även kallats Rånbyn. I Råneå mynnar Råne älv ut i Bottenviken.
Runt omkring tätorten ligger byarna Strömsund, Jämtön, Vitå, Böle, Norra Prästholm, Södra Prästholm, Orrbyn, Niemisel och Avafors.

## Historia
Tidigare fanns i samhället sågverk samt internatskola för länets elever med utvecklingsstörning. Skofabriken samt garveriet Lundin & Co. bildades 1883 och blev ett bolag 1915. 1947 hade fabriken 40 industriarbetare. Samma år fanns en annan skofabrik, Bröderna Edfasts Skofabrik (bildad 1930) med 35 industriarbetare.

### Administrativa tillhörigheter
I samband med att 1862 års kommunalförordningar trädde i kraft den 1 januari 1863 bildades Råneå landskommun där orten Råneå var centralort. Råneå landskommun upplöstes 1 januari 1969 och uppgick då i Luleå stad, som ombildades till Luleå kommun 1 januari 1971.

### Befolkningsutveckling
| Befolkningsutvecklingen i Råneå 1935–2020                                     | Befolkningsutvecklingen i Råneå 1935–2020 | Befolkningsutvecklingen i Råneå 1935–2020 | Befolkningsutvecklingen i Råneå 1935–2020 | Befolkningsutvecklingen i Råneå 1935–2020 |
| ----------------------------------------------------------------------------- | ----------------------------------------- | ----------------------------------------- | ----------------------------------------- | ----------------------------------------- |
|                                                                               |                                           |                                           |                                           |                                           |
| År                                                                            |                                           |                                           | Folkmängd                                 | Areal (ha)                                |
| 1935                                                                          | 1935                                      |                                           | 804                                       | ##                                        |
| 1940                                                                          | 1940                                      |                                           | 566                                       | ##                                        |
| 1945                                                                          | 1945                                      |                                           | 836                                       | ##                                        |
| 1950                                                                          | 1950                                      |                                           | 1 084                                     | ##                                        |
| 1960                                                                          | 1960                                      |                                           | 1 504                                     |                                           |
| 1965                                                                          | 1965                                      |                                           | 1 632                                     |                                           |
| 1970                                                                          | 1970                                      |                                           | 1 805                                     |                                           |
| 1975                                                                          | 1975                                      |                                           | 2 185                                     |                                           |
| 1980                                                                          | 1980                                      |                                           | 2 436                                     |                                           |
| 1990                                                                          | 1990                                      |                                           | 2 185                                     | 192                                       |
| 1995                                                                          | 1995                                      |                                           | 2 125                                     | 202                                       |
| 2000                                                                          | 2000                                      |                                           | 2 043                                     | 202                                       |
| 2005                                                                          | 2005                                      |                                           | 2 030                                     | 203                                       |
| 2010                                                                          | 2010                                      |                                           | 1 912                                     | 205                                       |
| 2015                                                                          | 2015                                      |                                           | 1 966                                     | 242                                       |
| 2020                                                                          | 2020                                      |                                           | 2 031                                     | 243                                       |
| Anm.: Före 1950 som Rånbyn. ## Som tätort/befolkningsagglomeration 1920–1950. |                                           |                                           |                                           |                                           |

## Samhället
I Råneå finns livsmedelsbutiker, apotek, badhus, bensinstation, utomhusbad, bibliotek och kyrka (Råneå kyrka). Orten har en grundskola för åren F-9, tre förskolor samt äldreboende.

## Sport
Råneå har en idrottsförening som bedriver verksamhet i basket och fotboll, IFK Råneå. Fotbollslaget spelar i division 5 i fotboll för herrar samt bedriver ungdomsfotboll. I Råneå finns en idrottsplats, Råneå IP, samt en sporthall.